# Ginnastica ai Giochi della XVI Olimpiade - Concorso a squadre femminile
La competizione del concorso a squadre femminile di Ginnastica artistica dei Giochi della XVI Olimpiade si è svolta al West Melbourne Stadium di Melbourne dal 3 al 7  dicembre 1956.

## Risultati
Sei atlete per squadra. I cinque migliori punteggi ottenuti dalle atlete nelle singole prove contavano per la classifica finale a questo viene aggiunto il punteggio della prova agli attrezzi.
| Pos.    | Nazione          | Atlete                                                                                                 | Punti Totali | Punti Individuali | Punti Squadra |
| ------- | ---------------- | --- | ------------ | ----------------- | ------------- |
| Oro     | Unione Sovietica | Larisa Latynina, Lidija Kalinina, Ljudmila Egorova, Polina Astachova, Sof'ja Muratova, Tamara Manina   | 444,787      | 370,787           | 74,000        |
| Argento | Ungheria         | Ágnes Keleti, Aliz Kertész, Andrea Bodó, Erzsébet Gulyás, Margit Korondi, Olga Tass                    | 443,484      | 368,284           | 75,200        |
| Bronzo  | Romania          | Elena Leuştean, Elena Mărgărit, Elena Săcălici, Emilia Vătăşoiu, Gheorgheta Hurmuzachi, Sonia Iovan    | 438,185      | 364,785           | 73,400        |
| 4       | Polonia          | Barbara Wilk-Ślizowska, Danuta Nowak, Dorota Horzonek, Helena Rakoczy, Lidia Szczerbińska, Natalia Kot | 436,485      | 362,485           | 74,000        |
| 5       | Cecoslovacchia   | Alena Reichová, Anna Marejková, Eva Bosáková, Matylda Matoušková, Miroslava Brdíčková, Věra Drazdíková | 435,356      | 362,356           | 73,00         |
| 6       | Giappone         | Kazuko Sogabe, Keiko Tanaka, Kyoko Kubota, Mitsuka Ikeda, Shizuko Sakashita, Suzuko Seki               | 433,653      | 360,453           | 73,20         |
| 7       | Italia           | Elena Lagorara, Elisa Calsi, Luciana Lagorara, Luciana Reali, Miranda Cicognani, Rosella Cicognani     | 428,654      | 355,854           | 72,80         |
| 8       | Svezia           | Ann-Sofi Colling, Doris Hedberg, Eva Rönström, Evy Berggren, Karin Lindberg, Maude Karlén              | 428,587      | 354,387           | 74,20         |
| 9       | Stati Uniti      | Doris Fuchs, Jackie Klein, Joyce Racek, Judy Howe, Muriel Davis, Sandra Ruddick                        | 413,187      | 345,587           | 67,60         |